# Gail Sheehy
Gail Sheehy, (nascido em 27 de novembro de 1937) é uma jornalista estadunidense.